# Велупиллаи Прабхакаран
Велупиллаи Прабхакаран (там. வேலுப்பிள்ளை பிரபாகரன் [ˈʋeːlɯpːɨɭːɛi̯ prəˈbɑːɦərən]; р. 26 ноября 1954 — 18 мая 2009) — тамильский националистический политик, основатель и лидер военизированной сепаратистской организации «Тигры освобождения Тамил-Илама» (ТОТИ), которая вела вооружённую борьбу за создание независимого тамильского государства на части территории Шри-Ланки.

## Биография
О личности Прабхакарана известно крайне немного; он очень редко давал интервью журналистам и провёл лишь одну крупную пресс-конференцию (в 2002 году). Он родился в городе Вельветтитхураи на севере Шри-Ланки в семье рыбаков из касты кариаярам был четвёртым ребёнком в семье. С юности был одержим идеей создания тамильского государства. В возрасте 18 лет (1972 год) организовал группировку «Новые тамильские тигры», четыре года спустя переименованную в «Тигры освобождения Тамил-Илама» (ТОТИ). В 1975 году лично застрелил мэра города Джафна Альфреда Дураиаппаха (англ.). С 1983 года ТОТИ вели вооружённую борьбу против правительства Шри-Ланки, продолжавшуюся до 2009 года.
Разыскивался Интерполом. На Шри-Ланке он был приговорён к 200 годам тюрьмы по обвинению в организации террористических акций, а в Индии — к смертной казни за участие в организации убийства Раджива Ганди.
Своим кумиром считал Наполеона Бонапарта.

## Семья
Прабхакаран был женат на Мативатани Эрамбу (также боевик ТОТИ, погибла вместе с мужем)  с 1984 года, имел двух сыновей — Чарльз Энтони (1989—2009) (убит в бою) , Балачандран (1996—2009) (взят в плен и расстрелян солдатами армии Шри-Ланки) и дочь Дуварага (1986—2009) (убита солдатами армии Шри-Ланки при попытке сдаться в плен).

## Смерть
17 мая 2009 года Прабхакаран заявил о том, что под его командованием остается не менее 2 тысяч партизан ТОТИ. Этим выступлением он фактически опроверг слухи о своей гибели.
По сообщению командования войск Шри-Ланки, Прабхакаран был убит 18 мая 2009 года при попытке вырваться из окружения. На следующий день его тело было найдено и опознано. Изначально партизаны ТОТИ опровергли сообщение о гибели своего лидера, заявив, что «он жив и находится в безопасном месте», но вскоре вынуждены были признать его гибель.